# Шуша
 Тази статия е за града в Азербайджан.  За филма на Виторио Де Сика вижте Шуша (филм).  
Шуша́ или Шуши́ (на азербайджански: Şuşa; на арменски: Շուշի, Шуши) е град в Нагорни Карабах (де юре в Азербайджан), разположен на 11 км южно от Степанакерт и на 37 км югоизточно от Агдам.
Градът е основан през 1751 година от Панах-Али-хан, като крепост за защита на Карабахското ханство, влизащо арменското „меликство“ Варанда, построена на място, предложено от владетеля на Варанда мелик Шахназар II (съюзник на Панах).
Първоначално градът се нарича Панахабад, в чест на своя основател, но по-късно започва да се нарича Шуши, по името на намиращото се в непосредствена близост селище Шушикент (упоменато като Шушикенд от Мирза Джамал Джеваншир Карабахски).
По съобщение на няколко арменски източници, Шуши е основан на мястото на старинно селище (от средните векове) и арменското укрепление „Шошва Снах“ (което се потвърждава по-късно, когато арменски археолози разкопават част от стените на арменската крепост, към който е част „Шушинската крепост“ от XVIII век), а също така арменските средновековни могили, наречени хачкар, и от антична керамика, демонстрираща, че територията е била заселена от дълбока древност.
В книгите на Мирза Джамал Карабахски е написано, че до основаването на град от Панах-Али хан, на това място нямало никакви жилища. Според него на това място са били разположени пасища на жителите на Шушикенд.

## Побратимени градове
- Дьондьош, Унгария[4]